# 볼트 (단위)

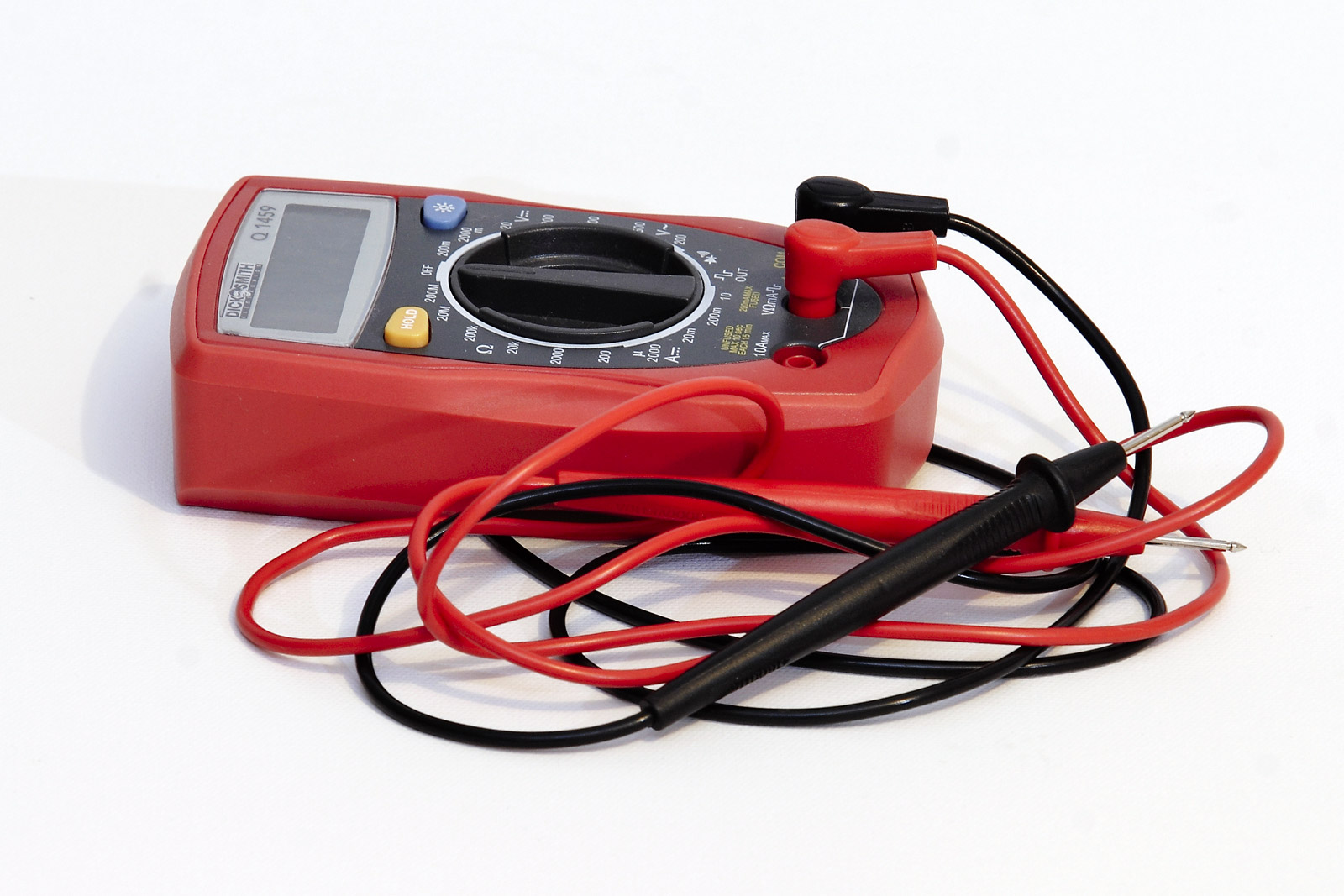
볼트를 측정하는 멀티미터

볼트(이탈리아어/영어: volt, 약자: V)는 전위의 차이, 즉 전압을 나타내는 SI 유도 단위로, 암페어와 와트로부터 유도된다. 이름은 1800년에 최초의 화학 전지를 발명한 알레산드로 볼타에서 유래했다.
1V는 1A의 전류가 도체의 두 점 사이를 흐를 때 소모되는 전력이 1W일 때 그 두 점 사이의 전압으로 정의된다. 따라서 SI 기초 단위로 볼트는 m2·kg·s-3·A-1로 표현되며, 이는 J/C에 해당한다.
1 V = 1 W/A = 1 m2·kg·s–3·A–1
1990년부터 조지프슨 효과의 실제적인 측정을 위해서 국제적으로 사용된다. 단, 18차 General Conference on Weights and Measures에서 정의된 조지프슨 상수를 사용한다.
{\displaystyle K_{\mathrm {J-90} }=0.4835979\,{\frac {\mathrm {GHz} }{\mathrm {\mu V} }}}.

## 같이 보기
- 국제단위계
- 전압
- 암페어
- 와트